# 當場斃命
《當場斃命》（英語：D.O.A.）是一部1950年的美国黑色电影，由魯道夫·瑪德执导，艾德蒙·奥布莱恩和帕梅拉·布里頓主演，被认为是该类型电影的经典之作，讲述一个中了致命毒药的人找出谁给他下毒以及为什么下毒的故事，是貝弗莉·加蘭（署名貝弗莉·坎貝爾）和勞雷特·盧茲的电影处女作。
萊奧·C·波普金为他短命的卡迪纳尔影业制作了《當場斃命》。由于备案错误，本片的版权没有及时更新，导致其进入公有领域：随后被翻拍为1969年《Color Me Dead》、1988年《當場斃命》、2017年《當場斃命》（Dead on Arrival）和2022年《當場斃命》（D.O.A.）。

## 剧情
开场时，弗兰克·比奇洛走过警察局长长的走廊，报告他自己的谋杀案。从这里开始到电影结束，故事是以倒叙的方式讲述的。比奇洛是加利福尼亚州班宁市的一名努力工作的会计师和公证人，他决定到旧金山去过一个有趣的假期。在酒店，他受邀與一群與會者一起出去玩一晚。他最后去了一家夜总会，在那里，一个陌生人不知不觉地把他的酒换成了另一杯。第二天早上，他感到非常不适。醫生確定他攝入了毒藥，一種“發光毒素”，目前尚無解毒劑。
比奇洛只剩下幾天的生命，他開始絕望地尋找他中毒的動機。他給秘書葆拉打了個電話，获得了一条可能有用的線索：一个叫尤金·菲利普斯的人一直在急切地想要联系他。比奇洛前往菲利普斯的進出口公司，會見了公司主計長哈利迪，得知菲利普斯已經自殺。
比奇洛找到了尤金·菲利普斯的遗孀和兄弟斯坦利·菲利普斯。几个月前，尤金购买了一些铱，這是一種稀有的類似鉑的金屬元素，被一个叫马亚克的罪犯偷走了。卖家是马亚克的侄子乔治·雷诺兹（或雷蒙德·拉库比安）。由于这一非法买卖交易，尤金·菲利普斯面临刑事指控。
售货单本可以为尤金洗脱罪名，但已经失踪，而那份文件曾由比奇洛亲自公证过。他又得知雷诺兹/拉库比安现在已经死了。他意识到，有人似乎有意要消除这次销售的所有证据。
这个人原来就是哈利迪。斯坦利·菲利普斯被毒死前透露，尤金發現妻子和哈利迪有外遇。菲利普斯太太证实，在一場演變為暴力的對抗中，哈利迪把尤金从阳台扔了下去。為了讓他看起來像是自殺，兩人堅稱尤金是因為法律糾紛而自殺的。当他们发现经过公证的铱销售单中存在证明他无罪的证据时，哈利迪开始处置所有知道这份文件的人，包括比奇洛。
在最后一幕中，比奇洛跟踪哈利迪到菲利普斯公司，发现他穿戴着和调换饮料的人一样的独特外套和围巾。哈利迪拔出槍先開火，但比奇洛開槍打死了他。
比奇洛講完了他的故事就死了。记录报告的警探指示在他的档案上标明“當場斃命”。

## 演员

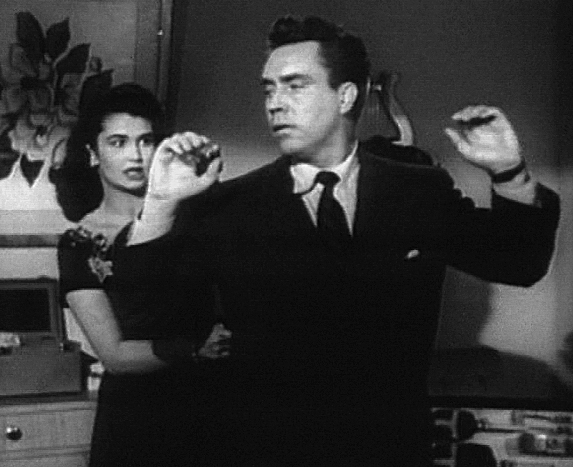
马拉·拉库比安在比奇洛来找她询问情况时威胁他

|  | 艾德蒙·奥布莱恩 饰 弗兰克·比奇洛               |  | 帕梅拉·布里頓 饰 葆拉·吉布森 |
|  | 路德·阿德勒 饰 马亚克                          |  | 琳恩·巴格特 饰 菲利普斯太太  |
|  | 威廉·程 饰 哈利迪                              |  | 亨利·哈特 饰 斯坦利·菲利普斯 |
|  | 貝弗莉·加蘭 饰 福斯特小姐（署名贝弗莉·坎贝尔） |  | 內維爾·布蘭德 饰 切斯特      |
|  | 勞雷特·盧茲 饰 马拉·拉库比安                   |  | 維吉尼亞·李 饰 珍妮          |

其他演員：
- 傑斯·柯克帕特里克（英语：Jess Kirkpatrick） 饰 萨姆
- 凱·弗雷斯特（英语：Cay Forrester） 饰 休
- 弗蘭克·賈克特（英语：Frank Jaquet） 饰 马特森医生
- 羅倫士·多布金（英语：Lawrence Dobkin） 饰 谢弗医生
- 弗蘭克·格斯特（英语：Frank Gerstle） 饰 麦克唐纳医生
- 卡洛·休斯（英语：Carol Hughes (actress)） 饰 姬蒂
- 法蘭克·卡迪（英语：Frank Cady） 饰 班宁调酒师埃迪（未署名）
- 邁克爾·羅斯 饰 旧金山调酒师戴夫
- 唐娜·山朋 饰 护士